# هندی‌ها در پاکستان
هندی‌ها در پاکستان (انگلیسی: Indians in Pakistan) شامل افراد هندی که شهروند پاکستان هستند و افراد با شهروندی پاکستان که اصالت هندی دارند، می‌شوند.
به دلیل همسایگی پاکستان و هند ، سابقه مهاجرت بین دو کشور رخ داده است. بین سالهای ۱۹۷۹ و ۱۹۸۱، تخمین زده می شد تقریبا ۱۸۳۰۲ هندی که در پاکستان مشغول زندگی غیرقانونی بودند. طبق آمار دولت پاکستان در سال ۱۹۹۵، اعتقاد بر این بود که هزاران مهاجر هندی که در کراچی زندگی می کردند. در سال ۲۰۰۵، دولت هند اذعان كرد كه در زندان های پاكستان ۱۳۴۸ هندی وجود داشته است كه شامل غیرنظامیان ، ماهیگیران اسیر ، مجرمین و زندانیان جنگ می شود. هند ادعا كرده است كه دون داوود ابراهیم ، عالم فکری هند ساكن در كراچی است ، اگرچه این ادعا توسط پاکستان رد شده است. رئیس جمهور پیشین پاکستان ، پرویز مشرف گفت: داوود در پاکستان از عزت نفس بالایی برخوردار است. در سال ۲۰۰۸ ، وزارت امور خارجه هند به شهروندان خود توصیه كرد كه پس از انفجار در لاهور از سفر به پاکستان خودداری كنند. از سال ۲۰۱۳ ، ۱۱۸۴ هندی در زندان های پاکستان در حال مجازات بودند.